# ماريون زيمر برادلي
ماريون اليانور زيمر برادلي (بالإنجليزية: Marion Zimmer Bradley) (3 يونيو 1930 - 25 سبتمبر 1999) كاتبة روايات أمريكية إشتهرت بكتابة روايات الخيال العلمي والخيال التاريخي .

## روابط خارجية
قالب:Toomanylinks
- ماريون زيمر برادلي على مشروع الدليل المفتوح
- The Marion Zimmer Bradley Literary Works Trust
- Marion Zimmer Bradley's Avalon Series: Reincarnations
- Bibliography نسخة محفوظة 20 ديسمبر 2015 على موقع واي باك مشين. on SciFan
- قالب:Ibdof name
- ماريون زيمر برادلي على موقع IMDb (الإنجليزية)
- ماريون زيمر برادلي على موقع الموسوعة البريطانية (الإنجليزية)
- ماريون زيمر برادلي على موقع إن إن دي بي (الإنجليزية)
- ماريون زيمر برادلي على موقع ديسكوغز (الإنجليزية)
- ماريون زيمر برادلي على موقع قاعدة بيانات الفيلم (الإنجليزية)
- Marion Zimmer Bradley  على قاعدة بيانات الخيال التأملي على الإنترنت
- مؤلفات Marion Zimmer Bradley في مشروع غوتنبرغ
- أعمال أو نبذة عن ماريون زيمر برادلي على أرشيف الإنترنت
- أعمال ماريون زيمر برادلي في ليبري فوكس
- ماريون زيمر برادلي على موقع فايند أغريف